# Referendo constitucional no Quirguistão em 2021
Um referendo constitucional no Quirguistão foi realizado em 11 de abril de 2021. No mesmo dia, o país também marcou eleições locais.
O projeto de nova Constituição estabelece que o mesmo presidente do Quirguistão pode liderar o país por não mais do que dois mandatos de cinco anos. De acordo com a atual Constituição do Quirguistão, o chefe de Estado é eleito para um mandato de seis anos, mas não pode ser eleito duas vezes.
A nova versão da Constituição também prevê um aumento significativo dos poderes presidenciais. Em particular, o Presidente tem o direito de determinar a estrutura e nomear a composição do gabinete, bem como chefes de administrações regionais. Em caso de resultado positivo do plebiscito, o chefe de Estado poderá definir sozinho uma data para as eleições parlamentares ou impor um estado de emergência.
De acordo com o projeto de constituição, o Quirguistão também liquidará o governo, que substituirá o gabinete chefiado pelo chefe da administração presidencial. Além disso, está prevista a criação de um kurultai (congresso) do povo, cujos participantes terão o direito de iniciativa legislativa. O número de deputados será quase reduzido pela metade, alguns dos quais serão eleitos não apenas por listas partidárias, mas também por círculos eleitorais de um único membro.
O projeto estabelece que a estrutura e a composição do governo são determinadas pelo presidente, as atividades do governo chefiado pelo primeiro-ministro são fornecidas pela administração presidencial. O chefe do governo, por sua vez, lidera a administração presidencial. Também é proposto retirar a Câmara Constitucional do Supremo Tribunal Federal, formando o Tribunal Constitucional do Quirguistão.

## Linha do tempo
Após as eleições parlamentares de 2020, os protestos começaram em outubro de 2020, levando à renúncia do presidente Sooronbay Jeenbekov. Em janeiro de 2021, juntamente com as eleições presidenciais, foi realizado um referendo sobre a forma de governo, no qual os eleitores perguntaram se preferiam um sistema presidencial, um sistema parlamentar ou se opõem a ambos. Pouco mais de 84% votaram no sistema presidencial. Sadyr Japarov também foi eleito nas eleições presidenciais.
Em um referendo em 10 de janeiro de 2021, a maioria dos cidadãos que votaram escolheu a forma presidencial de governo. Após apreciação pelo Parlamento do projeto de Constituição elaborado pela Assembleia Constitucional, o documento será submetido a um referendo.
Em 8 de fevereiro de 2021, o presidente quirguiz Sadyr Japarov assinou um decreto para realizar um projeto de lei sobre a Constituição da República quirguiz.
Em 9 de fevereiro de 2021, um projeto de nova Constituição foi apresentado. Foi publicado no site do Parlamento.
Em 11 de março de 2021, 94 dos 120 deputados aprovaram um projeto de lei para realizar um referendo sobre a aprovação da nova Constituição do país em 11 de abril.
Em 12 de março de 2021, o presidente Sadyr Japarov assinou a Lei sobre a Nomeação de um Referendo (Voto popular) sobre o projeto de Lei sobre a Constituição da República Quirguiz." De acordo com a lei, um referendo está agendado em toda a República quirguiz no domingo, 11 de abril de 2021.
Em 12 de abril de 2021, membros da missão da Organização de Cooperação de Xangai afirmaram que o evento foi realizado de forma livre e democrática. Os senadores russos participaram do monitoramento do referendo sobre a Constituição do Quirguistão.

## Resultados
| Alternativa                 | Votos     | %     |
| --------------------------- | --------- | ----- |
| Aprovam                     | 1 026 917 | 79,31 |
| Contra                      | 176 701   | 13,65 |
| Número de cédulas válidas   | 1 204 946 | 93    |
| Número de cédulas inválidas | 89 830    | 6,94  |
|                             |           |       |
| Participação                | 1 294 076 | 35,9  |
| Fonte: CEC                  |           |       |